# 神仙家庭 (電影)
《神仙家庭》是一部2005年美國浪漫喜劇奇幻電影，由諾拉·艾芙倫共同編劇、製作和導演，由妮可·基嫚和威爾·法洛主演，還有莎莉·麥克琳、米高·肯恩、詹森·舒瓦茲曼、克莉絲汀·錢諾維斯、希瑟·伯恩斯、吉姆·特納、斯蒂芬·科拜爾、大衛·艾倫·格里爾、邁克·巴達魯科、卡羅爾·雪萊和史提夫·加維。故事講述了一位演員傑克（威爾·法洛飾）在翻拍《神仙家庭》時發現他的搭檔伊莎貝（妮可·基嫚飾）是一位真正的女巫。
這部電影由哥倫比亞影業與Red Wagon Entertainment共同製作和發行，是對同名電視劇《神仙家庭》的重新構想。《神仙家庭》於2005年6月24日在影院上映，遭到負面評論，票房未能達到預期。

## 劇情概要
傑克·懷特是一名將要過氣且自戀的電視演員，傑克一心想要重拍60年代的情景喜劇《神仙家庭》，扮演影集中的男角色—戴倫。他想要找一個不會演戲的花瓶扮演珊曼莎，以免搶走他的鋒頭。伊莎貝·畢格羅是一名真正的女巫，她決定要成為一個正常人，並搬到洛杉磯開始新的生活，並與她的鄰居瑪麗亞成為朋友。她在看到艾德·麥克馬洪的廣告後去書店學習如何找工作。傑克在參加了珊曼莎幾次失敗的試鏡後恰好在同一家書店，傑克立刻被伊莎貝尖挺的鼻子所吸引，認為伊莎貝兒無疑是飾演影集中善良女巫薩曼莎的絕佳人選，並說服她參加試鏡。與此同時，在她努力適應新生活的同時，儘管伊莎貝多次拒絕，但她的父親奈吉卻不斷出現，勸說她回家。
伊莎貝打動節目製作人和編劇後，傑克終於說服伊莎貝加入節目。加入該節目的還有傳奇女演員艾莉絲·史密斯飾演的恩多拉。在對飛行員進行成功錄音後，伊莎貝碰巧聽到傑克和他的經紀人里奇的談話。他們正在談論他們如何在沒有任何台詞的情況下欺騙伊莎貝出現。憤怒的伊莎貝帶著新鄰居瑪麗亞和妮娜緊隨其後衝了出去。她決定她只有三個選擇：放棄、生氣或忍受它。相反，伊莎貝的姨媽克拉拉拜訪並幫助伊莎貝對傑克施了咒語，以使他愛上她。與此同時，奈吉被介紹給艾莉絲，並對她產生了迷戀。
咒語奏效，傑克愛上了伊莎貝，堅持修改幾處劇本，給她一些對話和笑話，無視測試小組更喜歡伊莎貝而不是他的說法。傑克對伊莎貝的感情越來越深，他約她出去約會，這讓伊莎貝忘記了這個咒語。但是當他把她帶回家時，她記起來了，並把它倒轉回她和克拉拉姨媽施放它的時候。第二天，傑克對他收到的試片的市調感到憤怒，而不是巫術所呈現的事件，並將憤怒發洩在伊莎貝身上，伊莎貝回擊了他。瑞奇解雇了她，她氣沖沖地離開了。
傑克沒有生她的氣，反而對伊莎貝著迷並追逐她，接受她的所有評論。在又一次錄音後（伊莎貝開始對話），他們的愛情開始綻放。但第二天，傑克的前妻希拉來了，決心把傑克追回來。伊莎貝看到了這一點，並對她施了一個咒語，讓她在離婚文件上簽字，並讓她決定搬到冰島。傑克興奮地宣布他將在他家舉辦派對慶祝離婚。
奈吉和艾莉絲一起參加派對，當奈吉開始與年輕的客人調情時，艾莉絲透露她也是一個女巫，並對每個女孩施了咒語。當傑克舉杯說真相將向所有人揭曉時，伊莎貝決定告訴傑克她是個女巫。起初，傑克以為她只是個業餘魔術師，當她用掃帚將他漂浮起來時，傑克終於相信了她。傑克嚇壞了，用棍子把她趕走了。伊莎貝被冒犯和傷心欲絕，飛走了。
傑克接受了這一點，被警察帶到了工作室，對這個項目不再抱有幻想。伊莎貝決定回家，因為她不想再留下來了。傑克想像自己在柯南·奧布萊恩秀中，亞瑟叔叔拜訪了他。亞瑟說服傑克不要讓伊莎貝離開，因為傑克仍然愛著她並且100年內都不會回來（後來證明這是亞瑟為了激勵傑克而編造的謊言）。亞瑟開車送他去工作室，在那裡他在片場找到了伊莎貝。傑克向她道歉並告訴她他想娶她。六個月後，他們真的結婚了，並搬進了他們的新社區（類似於劇集中的社區，Kravitze一家就住在街對面）。

## 演員

### 主要角色
| 演員                                | 角色                                                  | 備註                                                                    |
| ----------------------------------- | ----------------------------------------------------- | ----------------------------------------------------------------------- |
| 妮可·基嫚 Nicole Kidman             | 伊莎貝·畢格羅/珊曼莎 Isabel Bigelow/Samantha Stephens | 一名真正的女巫，她想要成為一個正常人。                                  |
| 威爾·法洛 Will Ferrell              | 傑克·懷特/戴倫 Jack Wyatt/Darrin Stephens             | 一名將要過氣且自戀的電視演員，扮演60年代的情景喜劇《神仙家庭》男主角。  |
| 莎莉·麥克琳 Shirley MacLaine        | 艾莉絲·史密斯/安朵拉 Iris Smythson / Endora           | 飾演傳奇女演員艾莉絲·史密斯，扮演60年代的情景喜劇《神仙家庭》的安多拉。 |
| 米高·肯恩 Michael Caine             | 奈吉·畢格羅 Nigel Bigelow                             | 伊莎貝的爸爸，是一名花心的男巫。                                        |
| 詹森·舒瓦茲曼 Jason Schwartzman     | 瑞奇 Ritchie                                          | 傑克·懷特的經紀人。                                                     |
| 克莉絲汀·錢諾維斯 Kristin Chenoweth | 瑪麗亞·凱莉 Maria Kelly                               | 伊莎貝的新鄰居。                                                        |
| 希瑟·伯恩斯 Heather Burns           | 妮娜 Nina                                             | 片場化妝師。                                                            |
| 吉姆·特納 Jim Turner                | 賴瑞 Larry                                            |                                                                         |
| 斯蒂芬·科拜爾 Stephen Colbert       | 史圖·羅比遜 Stu Robison                               |                                                                         |
| 大衛·艾倫·格里爾 David Alan Grier   | 吉姆．菲爾德 Jim Fields                               |                                                                         |
| 邁克·巴達魯科 Michael Badalucco     | 喬伊 Joey Props                                       |                                                                         |
| 凱蒂・芬納蘭 Katie Finneran         | 希拉·懷特 Sheila Wyatt                                | 傑克的前妻。                                                            |

### 《神仙家庭》系列中的實際角色
| 演員                       | 角色                             | 備註                                             |
| -------------------------- | -------------------------------- | ------------------------------------------------ |
| 卡蘿爾·謝利 Carole Shelley | 克莉阿姨 Aunt Clara              | 伊莎貝的阿姨。                                   |
| 史提夫·加維 Steve Carell   | 亞瑟叔叔 Uncle Arthur            | 安多拉愛惡作劇的弟弟亞瑟叔叔，出現在傑克的夢裡。 |
| 艾米·塞達里斯 Amy Sedaris  | 格拉迪斯·克拉維茨 Gladys Kravitz | 住在伊莎貝與傑克新家的對街。                     |
| 理查·坎德 Richard Kind     | 阿布納·克拉維茨 Abner Kravitz    | 住在伊莎貝與傑克新家的對街。                     |

## 製作
《神仙家庭》的開發過程非常複雜，耗時將近十年。在貝塞爾於1996年去世之前，羅伯·莫羅和辛西雅·尼克森正在商談演出由演員泰德·貝塞爾執導並由百老匯的編劇道格拉斯·卡特·比尼改編電影。金凱瑞正在商談扮演達林。包括Laurice Elehwany在內的多位編劇對劇本進行了修改。諾拉·艾芙倫最終於2003年被聘用。主要進行攝影於2004年底至2005年初。

## 評價

### 票房
這部電影原計劃於2005年7月上映，但後來被延遲到2005年6月24日的最終上映日期。預算為 8500 萬美元，全球總票房為1.314億美元，被認為是“票房啞彈”。 美國的總毛額為6330 萬美元，國際毛額為6810萬美元。這部電影於2005年8月19日在英國上映，排在第2位，僅次於巧克力冒險工廠。

### 影評
在爛番茄上，它擁有24%的支持率，基於187條評論，平均評分為4.61/10。該網站的評論家一致認為：“《神仙家庭》被零散的笑聲和缺乏方向所困擾”。在Metacritic上，基於39條評論，這部電影的評分為34分（滿分100分），表示“普遍不利的評論”。
《紐約時報》稱這部電影是“徹頭徹尾的災難”。澳大利亞影評人瑪格麗特·波美蘭茲和大衛·詹姆斯·斯特拉頓給這部電影五顆星中的三顆半星。兩人都說妮可·基嫚真實地抓住了原來的角色。

## 家庭媒體
該片於2005年10月25日由索尼影業家庭娛樂發行VHS和DVD。它包括已刪除的場景，例如傑克·懷特和伊莎貝·畢格羅的婚禮以及伊莎貝·畢格羅發瘋的加長版、幾部特輯、問答遊戲和導演的音頻解說。在澳洲，藍光版本於2018年2月7日發布。

## 獎項
這部電影為妮可·基嫚和威爾·法洛贏得了金酸莓獎最差銀幕情侶獎。這部電影還獲得了最差導演、最差男演員（威爾·法洛）、最差劇本和最差翻拍或續集的提名。

## 外部連結
- 互联网电影数据库（IMDb）上《Bewitched》的资料（英文）
- Box Office Mojo上《Bewitched》的資料（英文）
- 爛番茄上《Bewitched》的資料（英文）